# یواس‌اس راتانین (ای‌کی-۱۰۸)
یواس‌اس راتانین (ای‌کی-۱۰۸) (به انگلیسی: USS Rotanin (AK-108)) یک کشتی بود که طول آن ۴۴۱ فوت ۶ اینچ (۱۳۴٫۵۷ متر) بود. این کشتی در سال ۱۹۴۳ ساخته شد.